# جيسي لي كيرتشفال
جيسي لي كيرتشفال (بالإنجليزية: Jesse Lee Kercheval)‏ (1956، فونتينبلو في فرنسا)؛ كاتِبة، شاعرة، مترجمة وروائية أمريكية.